# Photoscotosia reperta
Photoscotosia reperta là một loài bướm đêm trong họ Geometridae.